# ۱۱۲۸ (قمری)
۱۱۲۸ (قمری)، هزار و صد و بیست و هشتمین سال در گاهشماری هجری قمری است. اول محرم این سال برابر با بیست و هفتم دسامبر سال ۱۷۱۵ میلادی است.